# Pierre-Léon Coste
Pour les articles homonymes, voir Coste.
Pierre-Léon Coste, ou Léon Coste, est un ingénieur français du Corps des Mines, né à Chalon-sur-Saône le 5 mars 1805, et mort à Lyon le 11 novembre 1840 .

## Biographie
Après avoir fait ses études à Chalon-sur-Saône, il a été reçu à l'École polytechnique en 1823. Il en sort deux ans plus tard, classé douzième, et entre dans le service de Mines. Il suit les cours de l'École des mines, école d'application. Il va être ensuite envoyé avec d'autres jeunes ingénieurs, dont Auguste Perdonnet qui avait suivi les cours de l'École des mines après avoir été chassé de l'École polytechnique pour carbonarisme. 
Léon Coste et Auguste Perdonnet vont étudier en détail l'industrie métallurgique et les chemins de fer en Grande-Bretagne. Ils ont publié deux écrits à leur retour :
- sur les chemins de fer : Mémoire sur les chemins à ornières, Bachelier libraire, Paris, 1830 (lire en ligne)
- Mémoires métallurgiques sur le traitement des minerais de fer, d'étain et de plomb en Angleterre - Atlas, Bachelier, Paris, 1830 (lire en ligne), réédité en 1837.

Il est nommé aspirant-ingénieur le 16 mai 1829 et il est d'abord chargé de deux départements, le Côte-d'Or et l'Yonne, puis de la Saône-et-Loire où il doit gérer la répartition des concessions minières dans le bassin houiller. Il est nommé ingénieur ordinaire le 4 juillet 1830. Il est à Paris pendant les journées de juillet 1830. Il revient au début août 1830 en Saône-et-Loire pour terminer les concessions houillères.
En juin 1833, la compagnie anonyme du Creusot et de Charenton tombe en faillite. Comme ingénieur des Mines de Saône-et-Loire, il reçoit alors l'ordre de se rendre sur place pour assurer l'épuisement des mines et s'assurer qu'elles ne seront pas inondées pendant l'interruption des travaux. Quand il arrive au Creusot, il trouve une population exaspérée car les 2 000 ouvriers ne recevaient depuis longtemps leurs salaires qu'en bons et les fournisseurs et les marchands qui les approvisionnaient menaçaient de ne plus les recevoir. Pour éviter les affrontements, il a proposé aux ouvriers de prendre la direction de la compagnie au Creusot et leur a assuré que les produits de la fabrications seraint destinés à payer leurs salaires. Le calme revient, les travaux reprennent. Les premiers salaires sont alors payés avec 15 jours de retard. Au mois de septembre il a remis la compagnie aux syndics de faillite, avec le bon fonctionnement des ateliers, la restauration des débouchés pour les produits et des fonds en caisse. L'inspecteur général des Mines Louis-Antoine Beaunier étant venu constater l'état du site du Creusot, il a constaté le redressement la rapidité du redressement et a demandé la reconnaissance de la qualité de son travail à l'administration. 
Il est nomme chevalier de la Légion d'honneur par ordonnance du 24 août 1833. Le gouvernement lui a ensuite demandé de visiter les usines fabricant les fers par la méthode anglaise, à Alès et à Decazeville. 
Il devient directeur des usines de Decazeville appartenant à la Compagnie des fonderies et houillères de l'Aveyron en janvier 1834. Cependant, pour convenances personnelles, il cherche à se rapprocher de la vallée de la Saône. Le 20 mars 1835 il est nommé directeur de la Compagnie du chemin de fer de Saint-Étienne à Lyon. Il a quitté Decazeville pour la ligne de chemin de fer Saint-Étienne à Lyon. William Manès lui succède à la tête des usines de Decazeville, entre 1835 et 1837.
Quand il arrive comme directeur de la Compagnie, la ligne de chemin de fer montre des signes d'usure rapide de son matériel et des dégâts dans les tunnels. Les mineurs protestaient contre cet état. Léon Coste va faire consolider les souterrains, les rails sont renouvelés sur toute la ligne, les règlements sur les wagons sont modifiés. Le service redevient régulier. De 1835 à 1840, le nombre des voyageurs est passé de 182 000 à 420 000 et le transport de houille transportée est passé de 350 000 tonnes à 580 000 tonnes. 
Le 12 mai 1838 il a été promu à la première classe de son grade. Il s'est marié en 1838. Il tombe malade à partir de 1839 et va dépenser ses forces pour lutter contre l'inondation des vallées de la Saône et du Rhône, de la ville de Lyon et des installations de chemin de fer.

## Publications
- avec Auguste Perdonnet, Mémoire sur les chemins à ornières, Bachelier libraire, Paris, 1830 (lire en ligne)
- avec Armand Dufrénoy, Léonce Élie de Beaumont et Auguste Perdonnet, Voyage Métallurgique en Angleterre : ou recueil de mémoires sur le gisement, l'exploitation et le traitement des minerais de fer, étain, plomb, cuivre, zinc, et sur la fabrication de l'acier, dans la Grande-Bretagne, t. 1, Paris, Bachelier, 1837, 2e éd., 735 p. (lire en ligne)
- avec Armand Dufrénoy, Léonce Élie de Beaumont et Auguste Perdonnet, Voyage Métallurgique en Angleterre : ou recueil de mémoires sur le gisement, l'exploitation et le traitement des minerais de fer, étain, plomb, cuivre, zinc, et sur la fabrication de l'acier, dans la Grande-Bretagne, t. 2, Paris, Bachelier, 1839, 2e éd., 607 p. (lire en ligne)
- avec Auguste Perdonnet, Mémoires métallurgiques sur le traitement des minerais de fer, d'étain et de plomb en Angleterre - Atlas, Bachelier, Paris, 1830 (lire en ligne), réédité en 1837

## Distinction
- Chevalier de la Légion d'honneur, le 24 août 1833[1].